# Grande Prêmio da Hungria de 1993
Resultados do Grande Prêmio da Hungria de Fórmula 1 realizado em Hungaroring em 15 de agosto de 1993. Décima primeira etapa da temporada, nele o britânico Damon Hill, da Williams-Renault, conquistou a primeira vitória de sua carreira.

## Resumo
Riccardo Patrese chegou em segundo pela Benetton-Ford, conquistando o último pódio de sua carreira e o também veterano Derek Warwick, da Footwork, chegou em quarto e conqusitou seus últimos pontos na Fórmula 1.

## Classificação

### Treinos classificatórios
| Pos.   | Nº | Piloto               | Construtor            | Q1       | Q2       | Diferença |
| ------ | -- | -------------------- | --------------------- | -------- | -------- | --------- |
| 1      | 2  | Alain Prost          | Williams-Renault      | 1:15.488 | 1:14.631 | —         |
| 2      | 0  | Damon Hill           | Williams-Renault      | 1:16.135 | 1:14.835 | + 0.204   |
| 3      | 5  | Michael Schumacher   | Benetton-Ford         | 1:16.005 | 1:15.228 | + 0.597   |
| 4      | 8  | Ayrton Senna         | McLaren-Ford          | 1:18.260 | 1:16.451 | + 1.820   |
| 5      | 6  | Riccardo Patrese     | Benetton-Ford         | 1:17.755 | 1:16.561 | + 1.930   |
| 6      | 28 | Gerhard Berger       | Ferrari               | 1:19.379 | 1:16.939 | + 2.308   |
| 7      | 24 | Pierluigi Martini    | Minardi-Ford          | 1:19.129 | 1:17.366 | + 2.735   |
| 8      | 27 | Jean Alesi           | Ferrari               | 1:19.438 | 1:17.480 | + 2.849   |
| 9      | 9  | Derek Warwick        | Footwork-Mugen-Honda  | 1:20.780 | 1:17.682 | + 3.051   |
| 10     | 10 | Aguri Suzuki         | Footwork-Mugen-Honda  | 1:19.533 | 1:17.693 | + 3.062   |
| 11     | 7  | Michael Andretti     | McLaren-Ford          | 1:20.088 | 1:18.107 | + 3.476   |
| 12     | 26 | Mark Blundell        | Ligier-Renault        | 1:20.770 | 1:18.388 | + 3.757   |
| 13     | 25 | Martin Brundle       | Ligier-Renault        | 1:19.277 | 1:18.392 | + 3.761   |
| 14     | 23 | Christian Fittipaldi | Minardi-Ford          | 1:20.953 | 1:18.446 | + 3.815   |
| 15     | 30 | J. J. Lehto          | Sauber                | 1:24.596 | 1:18.638 | + 4.007   |
| 16     | 14 | Rubens Barrichello   | Jordan-Hart           | 1:20.658 | 1:18.721 | + 4.090   |
| 17     | 29 | Karl Wendlinger      | Sauber                | 1:20.590 | 1:18.840 | + 4.209   |
| 18     | 20 | Erik Comas           | Larrousse-Lamborghini | 1:21.049 | 1:19.305 | + 4.674   |
| 19     | 19 | Philippe Alliot      | Larrousse-Lamborghini | 1:20.959 | 1:19.320 | + 4.689   |
| 20     | 12 | Johnny Herbert       | Lotus-Ford            | 1:20.527 | 1:19.444 | + 4.813   |
| 21     | 11 | Alessandro Zanardi   | Lotus-Ford            | 1:19.673 | 1:19.485 | + 4.854   |
| 22     | 4  | Andrea de Cesaris    | Tyrrell-Yamaha        | 1:22.489 | 1:19.560 | + 4.929   |
| 23     | 3  | Ukyo Katayama        | Tyrrell-Yamaha        | 1:22.668 | 1:20.270 | + 5.639   |
| 24     | 15 | Thierry Boutsen      | Jordan-Hart           | 1:21.484 | 1:20.482 | + 5.851   |
| 25     | 21 | Michele Alboreto     | Lola-Ferrari          | 1:23.560 | 1:21.502 | + 6.871   |
| 26     | 22 | Luca Badoer          | Lola-Ferrari          | 1:23.543 | 1:22.655 | + 8.024   |
| Fonte: |    |                      |                       |          |          |           |

### Corrida
| Pos.   | Nº | Piloto               | Construtor            | Voltas | Tempo/Diferença      | Grid | Pontos |
| ------ | -- | -------------------- | --------------------- | ------ | -------------------- | ---- | ------ |
| 1      | 0  | Damon Hill           | Williams-Renault      | 77     | 1:47:39.098          | 2    | 10     |
| 2      | 6  | Riccardo Patrese     | Benetton-Ford         | 77     | + 1:11.915           | 5    | 6      |
| 3      | 28 | Gerhard Berger       | Ferrari               | 77     | + 1:18.042           | 6    | 4      |
| 4      | 9  | Derek Warwick        | Footwork-Mugen-Honda  | 76     | + 1 volta            | 9    | 3      |
| 5      | 25 | Martin Brundle       | Ligier-Renault        | 76     | + 1 volta            | 13   | 2      |
| 6      | 29 | Karl Wendlinger      | Sauber                | 76     | + 1 volta            | 17   | 1      |
| 7      | 26 | Mark Blundell        | Ligier-Renault        | 76     | + 1 volta            | 12   |        |
| 8      | 19 | Philippe Alliot      | Larrousse-Lamborghini | 75     | + 2 voltas           | 19   |        |
| 9      | 15 | Thierry Boutsen      | Jordan-Hart           | 75     | + 2 voltas           | 24   |        |
| 10     | 3  | Ukyo Katayama        | Tyrrell-Yamaha        | 73     | + 4 voltas           | 23   |        |
| 11     | 4  | Andrea de Cesaris    | Tyrrell-Yamaha        | 72     | + 5 voltas           | 22   |        |
| 12     | 2  | Alain Prost          | Williams-Renault      | 70     | + 7 voltas           | 1    |        |
| Ret    | 24 | Pierluigi Martini    | Minardi-Ford          | 59     | Acidente             | 7    |        |
| Ret    | 20 | Erik Comas           | Larrousse-Lamborghini | 54     | Motor                | 18   |        |
| Ret    | 11 | Alessandro Zanardi   | Lotus-Ford            | 45     | Câmbio               | 21   |        |
| Ret    | 10 | Aguri Suzuki         | Footwork-Mugen-Honda  | 41     | Rodou                | 10   |        |
| Ret    | 21 | Michele Alboreto     | Lola-Ferrari          | 39     | Superaquecimento     | 25   |        |
| Ret    | 12 | Johnny Herbert       | Lotus-Ford            | 38     | Rodou                | 20   |        |
| Ret    | 22 | Luca Badoer          | Lola-Ferrari          | 37     | Rodou                | 26   |        |
| Ret    | 5  | Michael Schumacher   | Benetton-Ford         | 26     | Bomba de combustível | 3    |        |
| Ret    | 23 | Christian Fittipaldi | Minardi-Ford          | 22     | Suspensão            | 14   |        |
| Ret    | 27 | Jean Alesi           | Ferrari               | 22     | Rodou                | 8    |        |
| Ret    | 30 | J. J. Lehto          | Sauber                | 18     | Motor                | 15   |        |
| Ret    | 8  | Ayrton Senna         | McLaren-Ford          | 17     | Acelerador           | 4    |        |
| Ret    | 7  | Michael Andretti     | McLaren-Ford          | 15     | Acelerador           | 11   |        |
| Ret    | 14 | Rubens Barrichello   | Jordan-Hart           | 0      | Acidente             | 16   |        |
| Fonte: |    |                      |                       |        |                      |      |        |

## Tabela do campeonato após a corrida
| Pos.   | Piloto             | Pontos |
| ------ | ------------------ | ------ |
| 1      | Alain Prost        | 77     |
| 2      | Ayrton Senna       | 50     |
| 3      | Damon Hill         | 38     |
| 4      | Michael Schumacher | 36     |
| 5      | Riccardo Patrese   | 17     |
| Fonte: |                    |        |

| Pos.   | Equipe           | Pontos |
| ------ | ---------------- | ------ |
| 1      | Williams-Renault | 115    |
| 2      | McLaren-Ford     | 53     |
| 3      | Benetton-Ford    | 53     |
| 4      | Ligier-Renault   | 21     |
| 5      | Ferrari          | 14     |
| Fonte: |                  |        |

- Nota: Somente as primeiras cinco posições estão listadas.